# Großsteingrab Groß Fredenbeck
Das Großsteingrab Groß Fredenbeck war eine megalithische Grabanlage der jungsteinzeitlichen Trichterbecherkultur bei Groß Fredenbeck, einem Ortsteil von Fredenbeck im Landkreis Stade (Niedersachsen). Nach Ernst Sprockhoff war im 20. Jahrhundert noch eine 55 m lange und 6 m breite Hügelschüttung vorhanden. In der Mitte befand sich eine tiefe Einsenkung, wohl der Standort der völlig zerstörten Grabkammer.